# Gremjasjtjij-klass
Gremjasjtjij-klass är en rysk korvett-klass som är en vidareutveckling av Steregusjtjij-klassen. Den nya klassen kommer att få en kraftigare beväpning och mer avancerad elektronik.
Fartygets längd är 105 meter, deplacementet är på 2200 ton, maxfarten är 25 knop och räckvidden är 7400 kilometer.
Beväpningen består av 1 x 100 mm automatkanon Arsenal A-190, 16 antifartygsmissiler, 4 x 40 cm torpedtuber på varje sida och en antiubåtshelikopter av typen Kamov Ka-27.
Gremjasjtjij-klassen kommer att tas i tjänst år 2015. Den ryska flottan har gjort en beställning på 16 fartyg. Kostnaden är 1 miljard kr per fartyg.